# لیسکومب (آیووا)
لیسکومب (به انگلیسی: Liscomb) شهری در ایالت آیووا کشور ایالات متحده آمریکا است که جمعیت آن در سرشماری سال ۲۰۱۰ میلادی، ۳۰۱ نفر بوده‌است.